# Rock & Roll Prisoners
Rock & Roll Prisoners è il primo full-length del gruppo musicale italiano heavy metal Strana Officina.
L'album uscì in vinile ed è stato ristampato su CD in versione rimasterizzata dalla Jolly Roger Records nel 2014. Questa edizione contiene due bonus tracks registrate dal vivo durante un concerto del 1988 a Lamone (Svizzera).

## Tracce
Testi di James Hogg e Roberto Cappanera, musiche di Fabio Cappanera.
1. King Troll – 4:50
2. War Games – 3:59
3. The Kiss of Death – 3:17
4. Black Moon – 7:05
5. Rock & Roll Prisoner – 5:06
6. Burnin' Wings – 4:39
7. Falling Star – 4:00
8. Don't Cry – 4:04

Tracce bonus CD del 2014
1. King Troll – 4:36
2. War Games – 3:46

## Formazione
- Daniele "Bud" Ancillotti – voce
- Fabio Cappanera – chitarra
- Enzo Mascolo – basso
- Roberto Cappanera – batteria

## Musicisti ospiti
- Marcello Masi – tastiere